# Armando Dely Valdés
Armando Dely Valdés   (Colón, 4 de gener de 1964 - Colón, 17 d'agost de 2004) fou un futbolista panameny de la dècada de 1980.
Fou internacional amb la selecció de Panamà.
Pel que fa a clubs, destacà a Argentinos Juniors, Maccabi Tel Aviv FC i Beitar Tel Aviv.
Era germà dels també futbolistes Julio Dely Valdés i Jorge Dely Valdés.